# Smilaxväxter
Smilacaceae är en familj av enhjärtbladiga växter. Smilacaceae ingår i ordningen liljeordningen, klassen enhjärtbladiga blomväxter, fylumet kärlväxter och riket växter. Bladen är spiralställda och skaftade. De har klängen i par. Blommorna är små, vanligen gröna eller vita. Frukten är ett bär.
Enligt Catalogue of Life omfattar familjen Smilacaceae 256 arter.
Kladogram enligt Catalogue of Life:
| Smilacaceae | \| \| Heterosmilax \| \| \| \| \| \| Smilax \| \| \| \| |
|             | \| \| Heterosmilax \| \| \| \| \| \| Smilax \| \| \| \| |
|             | Heterosmilax                                            |
|             |                                                         |
|             | Smilax                                                  |
|             |                                                         |

## Bildgalleri

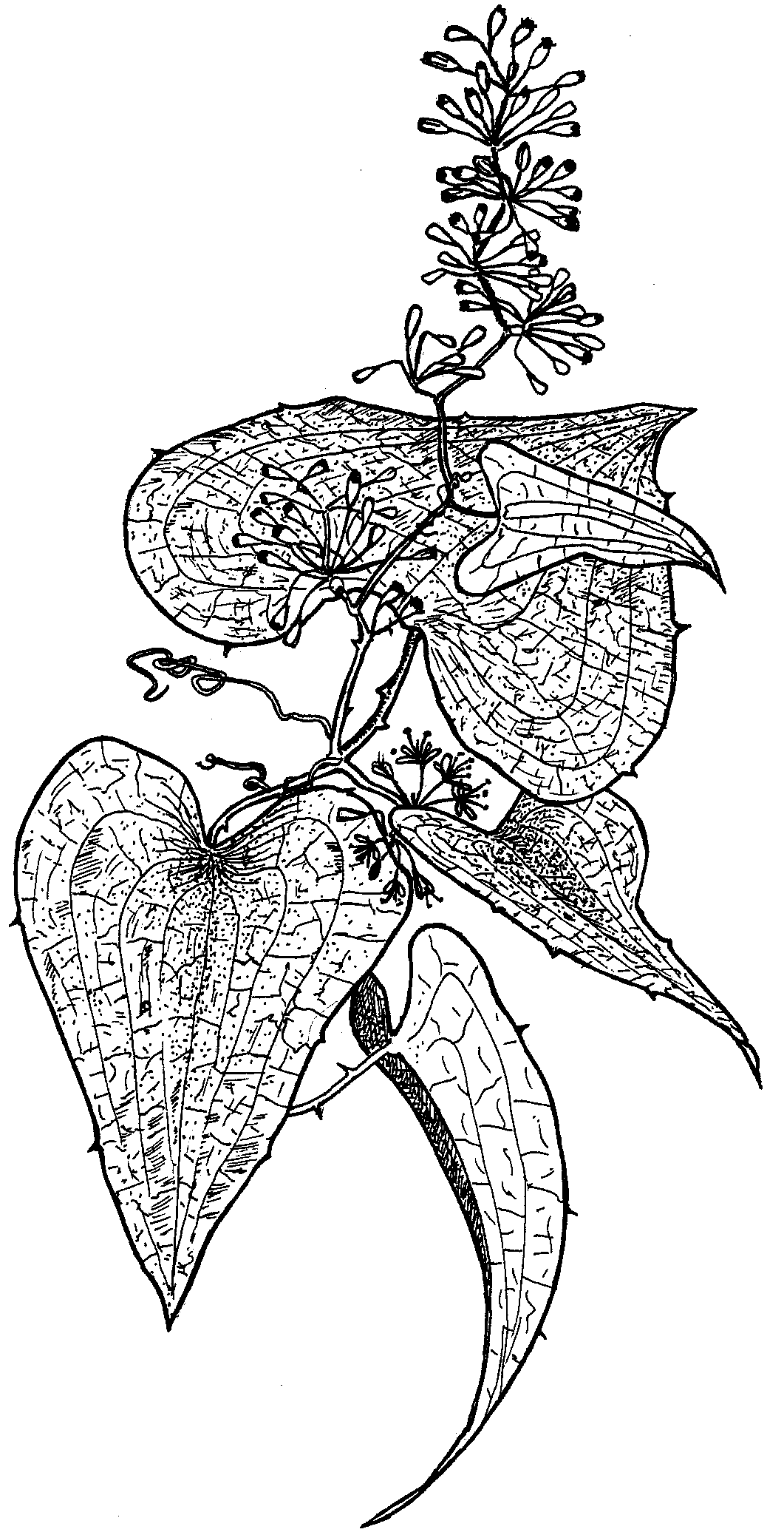
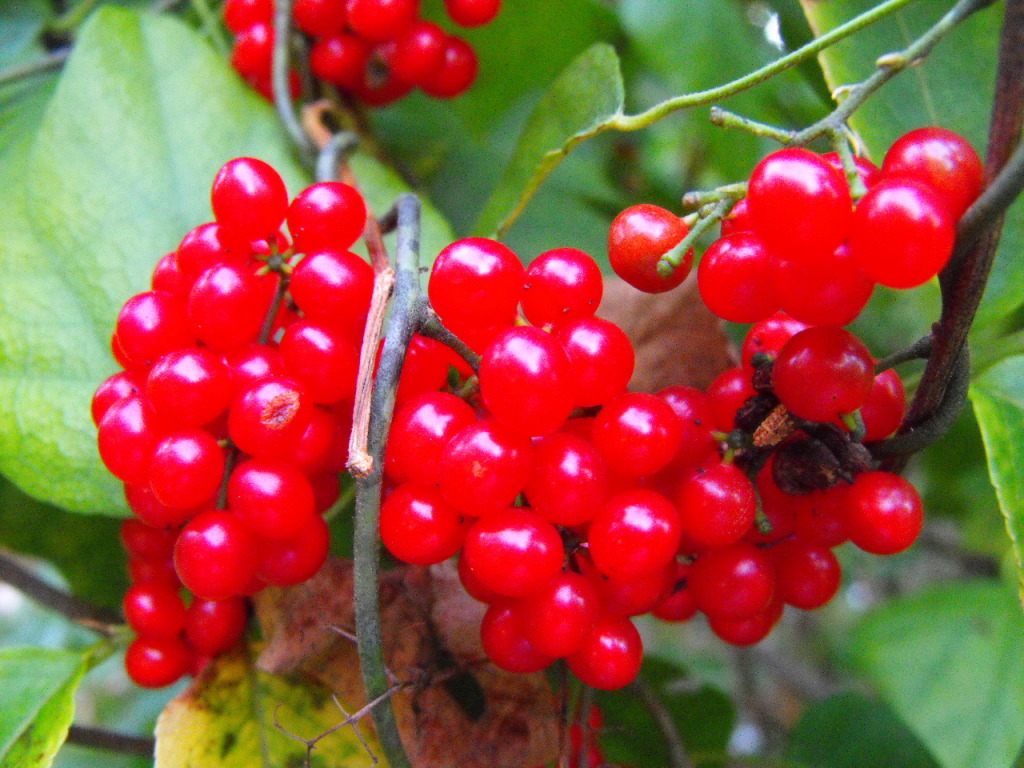
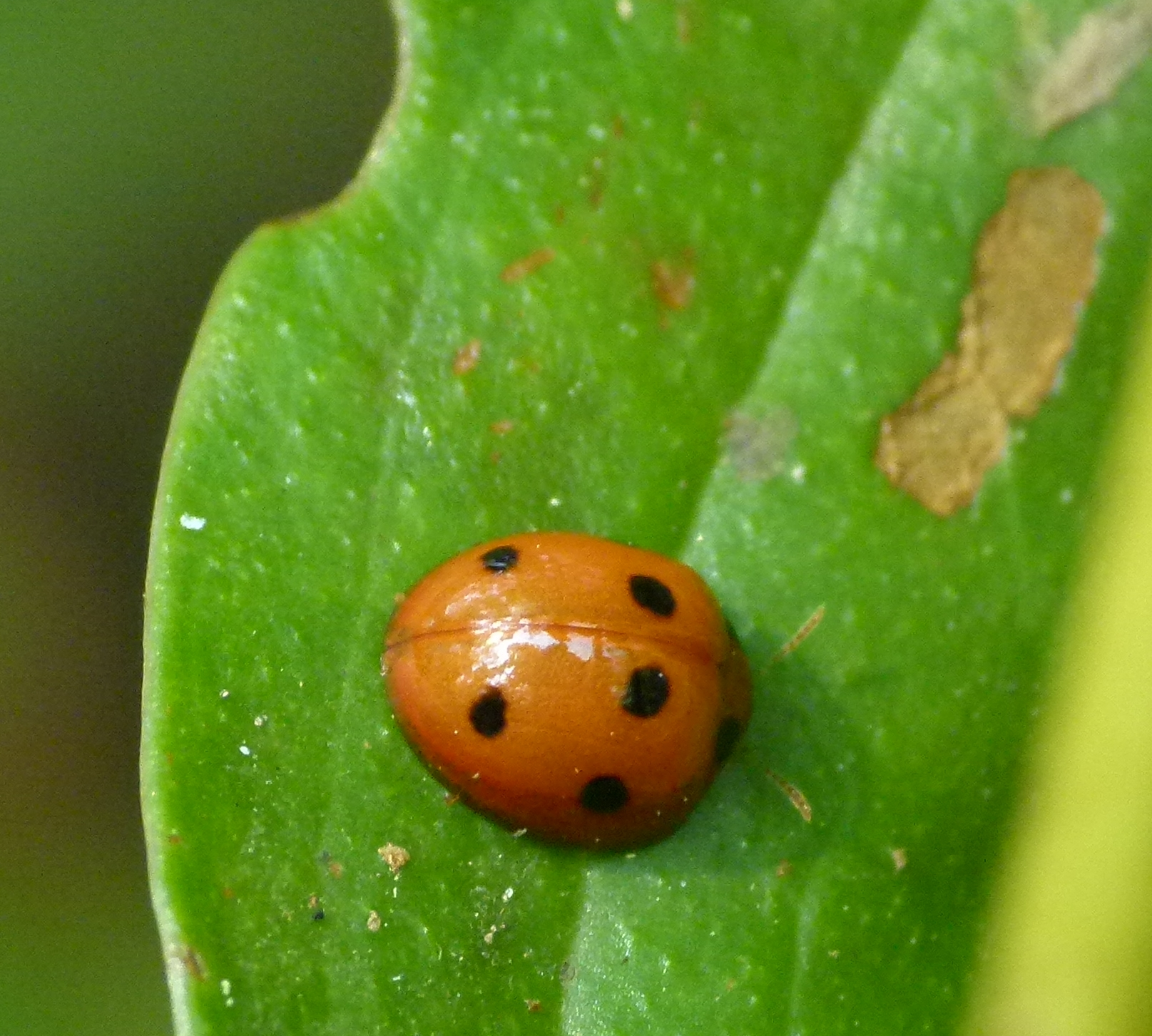
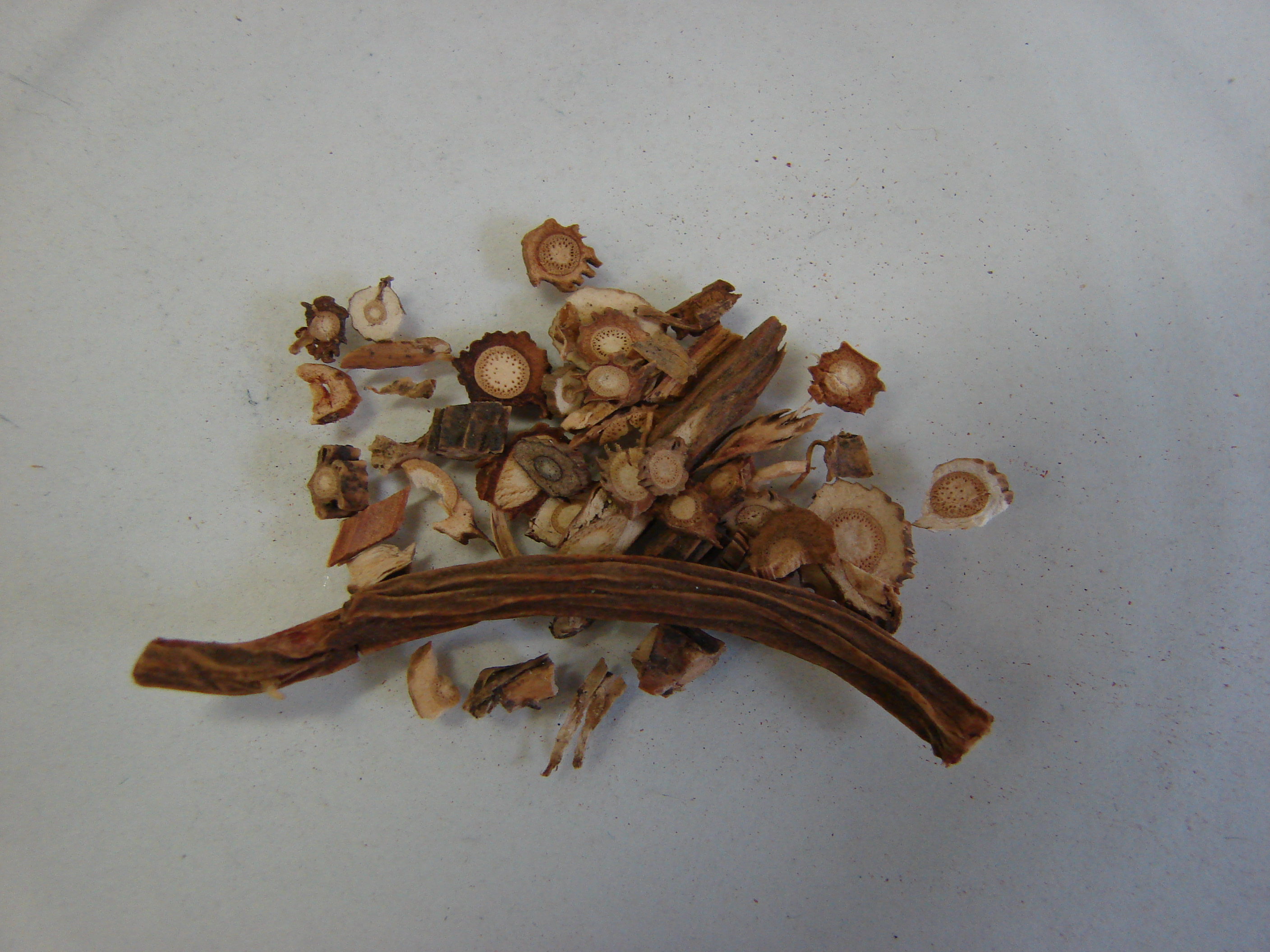
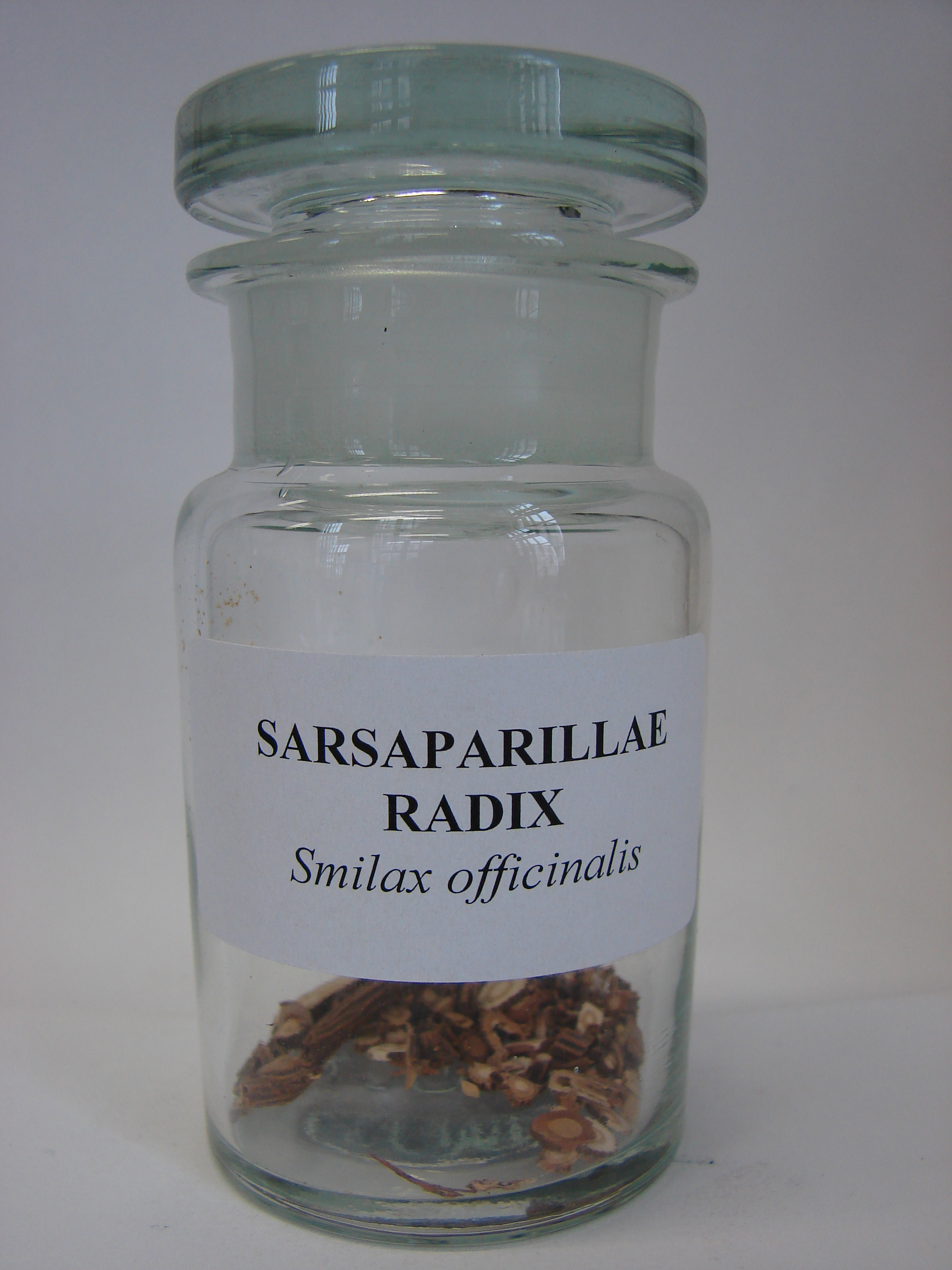